# 西灣河（嘉亨灣）公共運輸交匯處
西灣河（嘉亨灣）公共運輸交匯處（英語：Sai Wan Ho（Grand Promenade）Public Transport Interchange）位於香港東區西灣河太康街38號地下，供各類陸上交通工具使用。公共運輸交匯處內有6條巴士路線、1條專線小巴路線和過境巴士路線作為總站。

## 簡介
總站位於填海區、物業嘉亨灣的基座，鄰近香港水警總部、東區法院、西灣河健康中心、鯉景灣、逸濤灣和筲箕灣避風塘，是前西灣河碼頭巴士總站和路政署汽車保養中心的所在地，由於西灣河陸路交通發展日趨成熟，幾乎把海上公共運輸完全取代，香港政府遂逐步把原為渡輪航線使用的碼頭泊位改為水警總部和分區警署，而巴士總站則撥入勾地表，待地產發展商把土地勾出拍賣。
梁展文事件
2000年末，原址經土地拍賣後改建為住宅，隨後在屋宇署審批建築圖則過程中疑出現失當，令發展商恆基兆業受益不少，事件在2005年被審計署揭發，公眾高度關注事件，引起軒然大波。公共運輸交匯處終在一片紛擾之中落成，在2006年6月24日正式啟用，但事件並未因此結束，需待聆訊完成後才有結論。
禁煙
由2009年9月1日起成為禁止吸煙區，乃根據香港法例第371D章《吸煙（公眾衞生）（指定禁止吸煙區）公告》所指明的公共運輸設施，包括本公共運輸交匯處。任何人不得在指定禁煙區吸煙或攜帶燃著的香煙、雪茄或煙斗，違者定額罰款$1,500。

## 總站路線資料（巴士）

### 城巴2號線
- 嘉亨灣 ↔ 中環（港澳碼頭）

途經愛秩序灣、筲箕灣、西灣河、康山、鰂魚涌、北角、炮台山、天后、大坑、銅鑼灣、灣仔、金鐘、中環及上環。

### 城巴2X線
- 西灣河（嘉亨灣） ↔ 會展站

於1999年7月2日投入服務，途經愛秩序灣、筲箕灣、西灣河、天后、銅鑼灣及灣仔。

### 城巴14線
- 西灣河（嘉亨灣） ↔ 赤柱炮台（閘口）
- 西灣河（嘉亨灣） → 赤柱警署（晨早特別班次）
- 西灣河（嘉亨灣） ↔ 赤柱廣場（馬坑）（晨早特別班次）
- 西灣河（嘉亨灣） ↔ 赤柱監獄（晨早特別班次）

於1960年5月1日投入服務，途經西灣河、筲箕灣、柴灣坳、大潭峽、大潭篤、龜背灣及赤柱市集。

### 城巴33X線
- 嘉亨灣 → 數碼港

於2019年4月15日投入服務，途經華富邨、置富花園、瑪麗醫院、香港大學、中環灣仔繞道、北角、鰂魚涌及太古城，只於星期一至五繁忙時間提供服務，回程班次以此站為起點站，去程班次則以太康街為終點站並不入此站。

### 城巴720線
- 嘉亨灣 ↔ 中環（港澳碼頭）
- 嘉亨灣 ↺ 中環（永和街）（上午特別班次）

於1984年6月8日投入服務，途經愛秩序灣、筲箕灣、西灣河、太古城、灣仔、金鐘、中環及上環。

### 城巴720A線
- 嘉亨灣 → 中環（畢打街）
- 未找到該路綫的morning資料，請複查Module:香港巴士/hki。

於2002年6月10日投入服務，途經愛秩序灣、筲箕灣、西灣河、灣仔及金鐘，只於星期一至五上午繁忙時間提供服務。

### 城巴720X線
- 西灣河（嘉亨灣） → 中環（林士街）

於2019年1月21日投入服務，途經西灣河、耀東邨、筲箕灣、中環及上環，只於星期一至五上午繁忙時間提供服務。

## 過往路線
- 過海隧道巴士608線

## 總站路線資料（專線小巴）

### 香港島專線小巴20號線
- 西灣河（嘉亨灣） ↔ 柴灣工業城

## 總站路線資料（過境巴士）

### 深圳灣跨境快線
- 嘉亨灣 ↔ 深圳京基百納廣場

## 車坑分佈

### 專營巴士總站
| 環狀車站排位分佈（以最近太安街出口起計） | 環狀車站排位分佈（以最近太安街出口起計） | 環狀車站排位分佈（以最近太安街出口起計） |
| 車坑編號                                 | 座向                                     | 路線                                     |
| ---------------------------------------- | ---------------------------------------- | ---------------------------------------- |
| 1                                        | 南面                                     | 城巴2、14、33X線                         |
| 2                                        | 南面                                     | 城巴2X線                                 |
| 3                                        | 南面                                     | 城巴720、720A、720X線                    |

### 專綫小巴總站及的士站
| 車坑分佈（以最近太安街出口起計） | 車坑分佈（以最近太安街出口起計） | 車坑分佈（以最近太安街出口起計） |
| 車坑編號                         | 車坑數目                         | 路線                             |
| -------------------------------- | -------------------------------- | -------------------------------- |
| 1                                | 雙坑                             | 專線小巴20線 的士站              |

## 外部連結
- 西灣河（嘉亨灣）公共運輸交匯處 （页面存档备份，存于），城巴／新巴
- 香港區專線小巴路線第20號，運輸署
- 衛生署控煙酒辦公室 （页面存档备份，存于）